# Simone Collio
Simone Collio (Cernusco sul Naviglio, 27 dicembre 1979) è un ex velocista italiano.
Ai campionati europei del 2010 a Barcellona ha conquistato la medaglia d'argento come membro della staffetta 4×100 metri che ha battuto il record italiano di specialità dopo 27 anni, fissandolo a 38"17.

## Biografia
Simone Collio cresce agonisticamente nelle giovanili della Pro Sesto; nel 2000 entra a far parte del gruppo sportivo Fiamme Gialle. Qualche anno dopo si trasferisce a Rieti per allenarsi sotto la guida del professor Roberto Bonomi.
Nel 2003 partecipa ai Mondiali indoor di Birmingham sui 60 metri piani arrivando in semifinale, dove conclude al 7º posto. L'anno successivo, sempre sui 60 m piani, partecipa ai Mondiali indoor di Budapest; questa volta raggiunge una prestigiosa finale dove, con il tempo di 6"60, arriva 7º. Sempre nelle indoor è 2º in Coppa Europa a Lipsia con il tempo di 6"63. Ai Giochi olimpici di Atene partecipa ai 100 metri piani raggiungendo i quarti di finale dove viene eliminato col tempo di 10"29.
Nel 2005 agli Europei indoor di Madrid (dove partecipa nonostante un brutto infortunio nei giorni precedenti che ne limita il rendimento) raggiunge la sua seconda finale di rilievo arrivando quinto con 6"66 sui 60 m piani. In Coppa Europa è 3º a Firenze con 10"15 ventoso. Ad agosto ai Mondiali di Helsinki raggiunge i quarti di finale sui 100 m piani dove viene eliminato con un tempo di 10"60.
Partecipa nel 2007 ai Mondiali di Osaka, Giappone, con la staffetta 4×100 metri ottenendo il decimo posto complessivo (quarto in semifinale) con il tempo di 38"81 e nei 100 m, dove viene eliminato nei quarti di finale con il tempo di 10"31. Al meeting di Rieti ottiene il suo nuovo personale, prima in batteria con 10"16 (vento +0,9 m/s) e poi in finale con 10"14 (vento 0,0 m/s), tempo che lo proietta in quel momento al terzo posto nella lista delle migliori prestazioni italiane nei 100 metri piani.
Nel 2008 ai Mondiali indoor di Valencia arriva fino alle semifinali dei 60 m piani, venendo eliminato con un 6º posto e un tempo di 6"74. Ai Giochi olimpici di Pechino partecipa sia ai 100 m che alla 4×100 m; sui 100 m viene eliminato nei quarti di finale facendo registrare un tempo di 10"33 mentre la staffetta 4×100 m (Cerutti, Collio, Di Gregorio, Riparelli) viene eliminata per cambio irregolare in semifinale.
Il 21 luglio 2009 alla 5ª prova del Trofeo città di Rieti stabilisce il proprio primato e la seconda prestazione italiana di tutti i tempi sui 100 metri piani con 10"06, a 5 centesimi dal record di Pietro Mennea. Ai Mondiali di Berlino raggiunge, insieme ai compagni Donati, Cerutti e Di Gregorio, la finale della staffetta 4×100 m, dove con il tempo di 38"56 si classifica al sesto posto.
Dal 2009 è legato sentimentalmente alla velocista bulgara Ivet Lalova, quarta nei 100 m piani ai Giochi olimpici di Atene 2004, conosciuta in occasione dei Campionati mondiali militari, che si sono svolti a Sofia nel 2009, allorché si aggiudicò la medaglia d'oro nei 200 m piani con il tempo di 20"84.

## Record nazionali
Seniores
- Staffetta 4×100 metri: 38"17 ( Barcellona, 1º agosto 2010) (Roberto Donati, Simone Collio, Emanuele Di Gregorio, Maurizio Checcucci) (record nazionale fino al 4 ottobre 2019)

## Progressione

### 100 metri piani
| Stagione | Tempo | Luogo          | Data      | Rank. Mond. |
| -------- | ----- | -------------- | --------- | ----------- |
| 2014     | 10"68 | Latina         | 8-7-2014  | 1590º       |
| 2013     | 10"37 | Roma           | 6-6-2013  | 302º        |
| 2012     | 10"27 | Ginevra        | 2-6-2012  | 158º        |
| 2011     | 10"30 | Sundsvall      | 31-7-2011 | 168º        |
| 2011     | 10"30 | Chaux-de-Fonds | 3-7-2011  | 168º        |
| 2010     | 10"16 | Grosseto       | 30-6-2010 | 45º         |
| 2009     | 10"06 | Rieti          | 21-7-2009 | 31º         |
| 2008     | 10"28 | Roma           | 11-7-2008 | 136º        |
| 2007     | 10"14 | Rieti          | 9-9-2007  | 39º         |
| 2006     | 10"30 | Gateshead      | 11-6-2006 | 130º        |
| 2005     | 10"22 | Roma           | 8-7-2005  | 56º         |
| 2004     | 10"20 | Firenze        | 10-7-2004 | 62º         |
| 2003     | 10"30 | Rieti          | 2-8-2003  | 135º        |
| 2002     | 10"40 | Nuoro          | 10-7-2002 | 254º        |
| 2001     | 10"36 | Bellinzona     | 12-5-2001 | 206º        |
| 2000     | 10"71 | Milano         | 2-7-2000  |             |
| 1999     | 10"58 | Nembro         | 8-7-1999  |             |

## Palmarès
| Anno | Manifestazione           | Sede        | Evento      | Risultato        | Prestazione | Note                                     |
| ---- | ------------------------ | ----------- | ----------- | ---------------- | ----------- | ---------------------------------------- |
| 2003 | Mondiali indoor          | Birmingham  | 60 m piani  | Semifinale       | 6"71        |                                          |
| 2003 | Mondiali                 | Saint-Denis | 4×100 m     | Semifinale       | 38"93       |                                          |
| 2004 | Mondiali indoor          | Budapest    | 60 m piani  | 7º               | 6"60        |                                          |
| 2004 | Giochi olimpici          | Atene       | 100 m piani | Quarti di finale | 10"29       |                                          |
| 2004 | Giochi olimpici          | Atene       | 4×100 m     | Batteria         | 38"79       |                                          |
| 2005 | Europei indoor           | Madrid      | 60 m piani  | 5º               | 6"66        |                                          |
| 2005 | Mondiali                 | Helsinki    | 100 m piani | Quarti di finale | 10"60       |                                          |
| 2005 | Mondiali                 | Helsinki    | 4×100 m     | Batteria         | dq          |                                          |
| 2007 | Mondiali                 | Osaka       | 100 m piani | Quarti di finale | 10"31       |                                          |
| 2007 | Mondiali                 | Osaka       | 4×100 m     | Batteria         | 38"81       |                                          |
| 2007 | Giochi mondiali militari | Hyderabad   | 100 m piani | Argento          | 10"29       |                                          |
| 2008 | Mondiali indoor          | Valencia    | 60 m piani  | Semifinale       | 6"74        |                                          |
| 2008 | Giochi olimpici          | Pechino     | 100 m piani | Quarti di finale | 10"33       |                                          |
| 2008 | Giochi olimpici          | Pechino     | 4×100 m     | Batteria         | dq          |                                          |
| 2009 | Europei indoor           | Torino      | 60 m piani  | Batteria         | 6"72        |                                          |
| 2009 | Giochi del Mediterraneo  | Pescara     | 4×100 m     | Oro              | 38"82       |                                          |
| 2009 | Mondiali                 | Berlino     | 100 m piani | Batteria         | 10"49       |                                          |
| 2009 | Mondiali                 | Berlino     | 4×100 m     | 6º               | 38"54       |                                          |
| 2009 | Mondiali militari        | Sofia       | 200 m piani | Oro              | 20"84       |                                          |
| 2010 | Europei                  | Barcellona  | 100 m piani | 8º               | dnf         |                                          |
| 2010 | Europei                  | Barcellona  | 4×100 m     | Argento          | 38"17       | Record nazionale                         |
| 2011 | Mondiali                 | Taegu       | 4×100 m     | 5º               | 38"96       |                                          |
| 2012 | Mondiali indoor          | Istanbul    | 60 m piani  | Semifinale       | 6"71        |                                          |
| 2012 | Europei                  | Helsinki    | 100 m piani | Finale           | dq          |                                          |
| 2012 | Europei                  | Helsinki    | 4×100 m     | Batteria         | dnf         |                                          |
| 2012 | Giochi olimpici          | Londra      | 4×100 m     | Batteria         | 38"58       | Miglior prestazione personale stagionale |
| 2013 | Europei indoor           | Göteborg    | 60 m piani  | Semifinale       | 6"89        |                                          |
| 2013 | Giochi del Mediterraneo  | Mersin      | 4×100 m     | Oro              | 39"06       |                                          |

## Campionati nazionali
- 4 volte campione nazionale assoluto dei 100 m piani (2004, 2005, 2009, 2010)
- 3 volte campione nazionale assoluto indoor dei 60 m piani (2004, 2005, 2009)

## Altre competizioni internazionali
2003
- Oro in Coppa Europa ( Firenze), 4×100 m - 38"42

2004
- Argento in Coppa Europa indoor ( Lipsia), 60 m piani - 6"63

2005
- Bronzo in Coppa Europa ( Firenze), 100 m piani - 10"15 w
- Argento in Coppa Europa ( Firenze), 4×100 m - 38"69

2006
- 6º in Coppa Europa ( Malaga), 100 m piani - 10"30

2008
- Argento in Coppa Europa ( Annecy), 4×100 m - 38"73

2009
- 4º nella First League degli Europei a squadre ( Leiria), 200 m piani - 21"04
- Oro nella First League degli Europei a squadre ( Leira), 4×100 m - 38"77

2010
- Oro nella First League degli Europei a squadre ( Bergen), 4×100 m - 38"83